# Thou

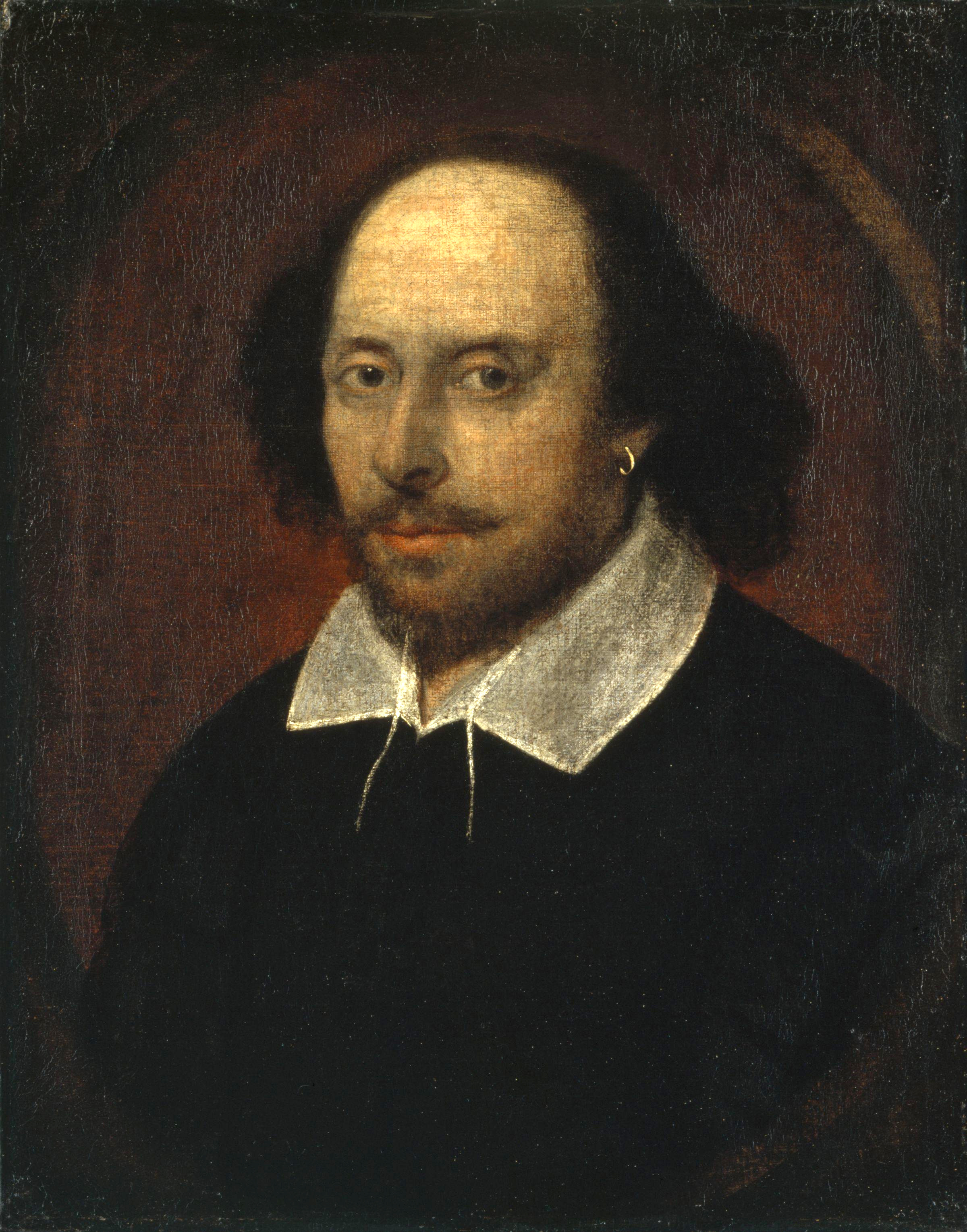
Đa số người nói tiếng Anh bắt gặp "thou" trong những tác phẩm của Shakespeare, trong những tác phẩm thời kỳ phục hưng, Trung Cổ và Cận đại khác, và trong Kinh thánh Vua James.

Từ thou là một đại từ ngôi thứ hai số ít trong tiếng Anh. Nó hiện nay là một từ cổ, đã bị you thay thế trong gần như mọi trường hợp. Hiện thou chỉ được dùng tại một số vùng ở Miền bắc Anh và trong tiếng Scots (/ðu/). Thou là dạng chủ ngữ; dạng tân ngữ là thee và dạng sở hữu là thy hoặc thine. Khi thou là chủ ngữ, đứng trước một động từ có ngôi (còn gọi là động từ thường), thường động từ sẽ có đuôi -(e)st, đây cũng là kiểu thường gặp nhất (ví dụ: "thou goest"; "thou do(e)st"), trong vài trường hợp chỉ có đuôi -t (ví dụ: "thou art"; "thou shalt"), dù trong vài phương ngôn của tiếng Anh cổ (chủ yếu ở phía bắc), động từ kết thúc bằng -s. Trong tiếng Anh trung đại, thou đôi khi được rút gọn bằng cách viết ký tự "u" trên ký tự "þ": þͧ.
Ban đầu, thou đơn giản là chủ từ số ít tương ứng của ye, xuất phát từ gốc ngôn ngữ Ấn-Âu cổ đại. Sau sự xâm lược của người Norman năm 1066, thou được dùng để thể hiện sự thân mật, gần gũi hoặc thiếu tôn trọng, trong khi you là dạng tân ngữ của ye, dùng để thể hiện sự kính trong (xem khác biệt T-V). Thể kỷ XVII, thou dần ít được sử dụng, thường bị xem là thiếu tôn trọng, nhưng đã được lưu giữ trong những dạng thay thế trong phương ngữ Anh và Scotland,